# Canthon sulcatus
Canthon sulcatus är en skalbaggsart som beskrevs av François Louis Nompar de Caumont de Laporte 1840. Canthon sulcatus ingår i släktet Canthon och familjen bladhorningar. Inga underarter finns listade.